# S&M (Album)
S&M (kurz für Symphony and Metallica) ist das zweite Live-Album der US-amerikanischen Heavy-Metal-Band Metallica, das im April 1999 auf zwei Konzerten live zusammen mit dem San Francisco Symphony Orchestra in Berkeley (Kalifornien) eingespielt wurde. Das Album wurde unter der Regie von Wayne Isham später auch als Video auf DVD und VHS veröffentlicht.
Der Name ist ein Wortspiel mit der Abkürzung für Sadomasochismus, bedeutet in diesem Zusammenhang aber Symphony and Metallica. Das S auf dem Albumcover ist aus einem rückwärts geschriebenen Violinschlüssel geformt, während das M dem klassischen Metallica-Logo entstammt.

## Entstehung
Die Idee, eine Metal-Band mit einem klassischen Orchester zusammenarbeiten zu lassen, stammt vom Komponisten Michael Kamen, der auch die Orchesterparts dazu schrieb und bei den Aufführungen als Dirigent mitwirkte. Bereits mit seiner ersten Band, dem 1967 gegründeten New York Rock and Roll Ensemble, sammelte der klassisch ausgebildete Kamen Erfahrungen zur Verbindung von Rockmusik und Klassik und erarbeitete sich durch seine Kooperationen u. a. mit David Bowie, Eric Clapton, Pink Floyd und Queen über die Jahre einen Ruf als Spezialist für solche Projekte. Da er auch mit Queensrÿche zusammenarbeitete, die ebenfalls von Metallicas Management Q-Prime vertreten wurde, empfahl Q-Prime Kamen, als für die Studioaufnahme von Nothing Else Matters (vom schwarzen Album) ein Arrangeur für die Orchesterparts gesucht wurde.

## Musikstil
Auf S&M spielt Metallica wie gewohnt ihre eigenen Stücke (zwei davon, Minus Human und No Leaf Clover wurden hier erstmals veröffentlicht), während das Symphonieorchester sich darum herum ausbreitet, dazwischenmischt oder auch frontal dagegen anspielt. Die besten Ergebnisse, das bestätigte James Hetfield in einem Interview, wurden dabei mit Stücken erzielt, die nicht schon von Haus aus zu massiv und komplex klingen, so dass genügend Raum für die orchestralen Ergänzungen bleibt.

## Titelliste

### CD 1
1. The Ecstasy of Gold (Ennio Morricone) – 2:30
2. The Call of Ktulu (Burton, Hetfield, Mustaine, Ulrich) – 9:34
3. Master of Puppets (Burton, Hammett, Hetfield, Ulrich) – 8:54
4. Of Wolf and Man (Hammett, Hetfield, Ulrich) – 4:18
5. The Thing That Should Not Be (Hammett, Hetfield, Ulrich) – 7:26
6. Fuel (Hammett, Hetfield, Ulrich) – 4:35
7. The Memory Remains (Hetfield, Ulrich) – 4:42
8. No Leaf Clover (Hetfield, Ulrich) – 5:43
9. Hero of the Day (Hammett, Hetfield, Ulrich) – 4:44
10. Devil’s Dance (Hetfield, Ulrich) – 5:26
11. Bleeding Me (Hammett, Hetfield, Ulrich) – 9:01

### CD 2
1. Nothing Else Matters (Hetfield, Ulrich) – 6:47
2. Until It Sleeps (Hetfield, Ulrich) – 4:29
3. For Whom the Bell Tolls (Burton, Hetfield, Ulrich) – 4:52
4. − Human (Hetfield, Ulrich) – 4:19
5. Wherever I May Roam (Hetfield, Ulrich) – 7:01
6. Outlaw Torn (Hetfield, Ulrich) – 9:58
7. Sad but True (Hetfield, Ulrich) – 5:46
8. One (Hetfield, Ulrich) – 7:53
9. Enter Sandman (Hammett, Hetfield, Ulrich) – 7:39
10. Battery (Hetfield, Ulrich) – 7:24

## Rezeption
Der Veröffentlichungszeitpunkt wurde teils als kommerziell motiviert betrachtet. Für einige Metallica-Fans bedeutete S&M die endgültige Ankunft von Metallica im Mainstream. Andere betrachteten das Album mit seiner Verbindung von Rock und orchestralen Elementen dagegen als gelungen.
Laut.de kritisierte neben dem kommerziell motivierten Veröffentlichungszeitpunkt, „dass Metallica bei der Songauswahl nicht unbedingt darauf acht gaben, dass genau die Songs auf das Album kommen, die im orchestralen Umfeld am besten rüberkommen.“ Es sei aber „erstaunlich, wie alles so arrangiert wurde, dass nichts aufgesetzt klingt.“

## Kommerzieller Erfolg

### Chartplatzierungen
S&M stieg am 6. Dezember 1999 auf Platz 1 in die deutschen Charts ein und konnte sich insgesamt 44 Wochen in den Top 100 halten. In Australien, Schweden und Norwegen erreichte das Album ebenfalls die Chartspitze.
Die aus diesem Album ausgekoppelte Version von Nothing Else Matters wurde vor allem in Deutschland zu einem großen Erfolg, wo das Lied mit Platz 2 die höchste Chartplatzierung einer Metallica-Single erreichte.
| ChartsChartplatzierungen       | Höchstplatzierung | Wochen |
| ------------------------------ | ----------------- | ------ |
| Deutschland (GfK)              | 1 (44 Wo.)        | 44     |
| Österreich (Ö3)                | 3 (24 Wo.)        | 24     |
| Schweiz (IFPI)                 | 4 (30 Wo.)        | 30     |
| Vereinigte Staaten (Billboard) | 2 (49 Wo.)        | 49     |
| Vereinigtes Königreich (OCC)   | 33 (6 Wo.)        | 6      |

| ChartsJahrescharts (1999) | Platzierung |
| ------------------------- | ----------- |
| Deutschland (GfK)         | 89          |

| ChartsJahrescharts (2000) | Platzierung |
| ------------------------- | ----------- |
| Deutschland (GfK)         | 8           |
| Österreich (Ö3)           | 18          |
| Schweiz (IFPI)            | 17          |

### Auszeichnungen für Musikverkäufe
S&M erhielt im Jahr 2003 für mehr als fünf Millionen verkaufte Einheiten in den Vereinigten Staaten eine 5-fache Platin-Schallplatte.

| Land/Region                  | Auszeichnungen für Musikverkäufe (Land/Region, Auszeichnung, Verkäufe) | Verkäufe  |
| ---------------------------- | ---------------------------------------------------------------------- | --------- |
| Argentinien (CAPIF)          | Platin                                                                 | 60.000    |
| Australien (ARIA)            | 3× Platin                                                              | 210.000   |
| Belgien (BRMA)               | Platin                                                                 | (50.000)  |
| Deutschland (BVMI)           | 5× Gold                                                                | (750.000) |
| Europa (IFPI)                | 2× Platin                                                              | 2.000.000 |
| Finnland (IFPI)              | Platin                                                                 | (22.831)  |
| Frankreich (SNEP)            | Gold                                                                   | (100.000) |
| Griechenland (IFPI)          | Platin                                                                 | (6.000)   |
| Kanada (MC)                  | 3× Platin                                                              | 300.000   |
| Mexiko (AMPROFON)            | Gold                                                                   | 75.000    |
| Neuseeland (RMNZ)            | 2× Platin                                                              | 30.000    |
| Niederlande (NVPI)           | Platin                                                                 | (80.000)  |
| Österreich (IFPI)            | Platin                                                                 | (50.000)  |
| Polen (ZPAV)                 | 2× Platin                                                              | (200.000) |
| Schweden (IFPI)              | Platin                                                                 | (100.000) |
| Schweiz (IFPI)               | Platin (Mercury) · + 2× Platin (Vertigo)                               | (150.000) |
| Spanien (Promusicae)         | Platin                                                                 | (100.000) |
| Vereinigte Staaten (RIAA)    | 5× Platin                                                              | 5.000.000 |
| Vereinigtes Königreich (BPI) | Platin                                                                 | (300.000) |
| Insgesamt                    | 4× Gold · 30× Platin ·                                                 | 7.675.000 |

Hauptartikel: Metallica/Auszeichnungen für Musikverkäufe